# Эвкалипт малоцветковый
Эвкали́пт малоцветко́вый (лат. Eucalyptus pauciflora) — вечнозеленое дерево, вид рода Эвкалипт (Eucalyptus) семейства Миртовые (Myrtaceae).

## Распространение и экология

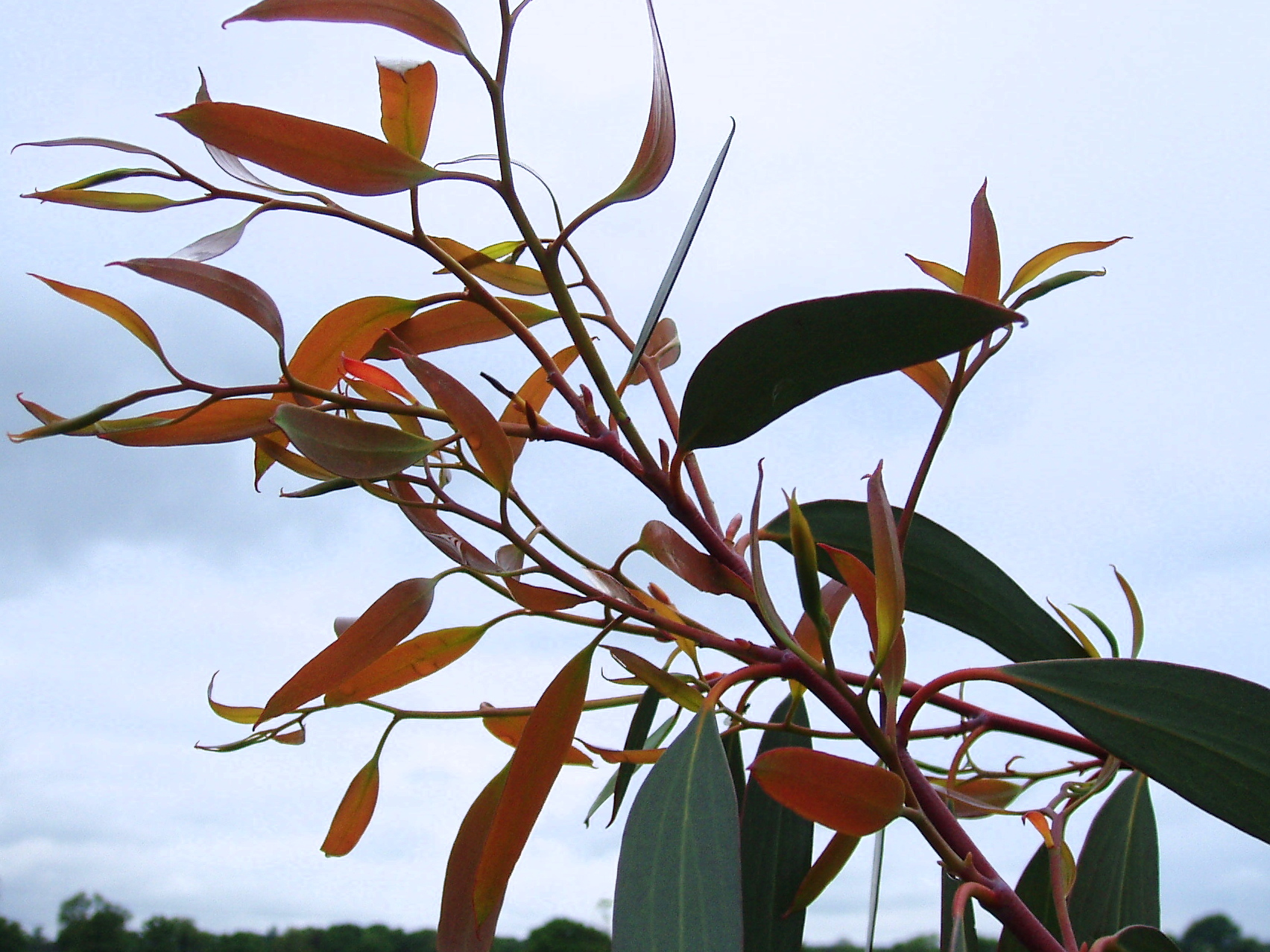
Ветвь с молодыми листьями.

Дико произрастает на юго-востоке Австралии в Тасмании, горах Нового Южного Уэльса и на побережье штата Виктории. Поднимается на высоты от 600 до 1800 м над уровнем моря. Широко введён в культуру в тропических и субтропических областях. На Черноморском побережье Кавказа с 70-х годов XIX века.
За 10 лет вырастает до 7—10 м, отдельные деревья до 12 м высотой.
Выдерживает кратковременные морозы в -12 °C, при продолжительных морозах в -12… -10 °C полностью вымерзает.

## Ботаническое описание
Крупное или среднее дерево высотой 6—15 м, с искривлённым, реже прямостоячим стволом.
Кора гладкая, только при основании немного грубая, белая, пепельно-серая или с белыми полосками.
Молодые листья супротивные, в числе 3—5 пар, короткочерешковые, округлые или широко ланцетовидные, длиной 10—19 см, шириной 10—14 см, сизые, кожистые, плотные, с косым жилкованием. Промежуточные и взрослые очерёдные, черешковые; первые — ланцетные или широко ланцетные, длиной до 15 см, шириной около 3 см; вторые — узко или широко ланцетные, длиной 10—15 см, шириной 1,5—2 см, заострённые, тонко-кожистые, сверху зелёные или тёмно-зелёные, снизу более светлые, блестящие, с продольным жилкованием.
Зонтики пазушные, 5—12-цветковые, общий цветонос округлый или сплюснутый, длиной 7—15 см. Бутоны булавовидные, остроконечные, желтовые, гладкие, блестящие, длиной 5—7 мм, диаметром 4—5 мм, на цветножках; крышечка полушаровидная или коническая, тупая; пыльники почковидные, открывающиеся широкими щелями.
Плоды грушевидные или полушаровидные, длиной 5—6 мм, диаметром 6—7 мм, на коротких ножках.
На родине цветёт в октябре — декабре, на Черноморском побережье Кавказа в апреле — июне, иногда в декабре — марте.

## Значение и применение
Древесина светлая, используется на столбы и как топливо.
Листья содержат эфирное (эвкалиптовое) масло (1,2—1,8 %), в составе которого фелландрен, пинен, пиперитон, эвдесмол, цинеол и сесквитерпены.

## Классификация

### Подвиды
В рамках вида выделяют ряд подвидов:
- Eucalyptus pauciflora subsp. acerina Rule
- Eucalyptus pauciflora subsp. debeuzevillei (Maiden) L.A.S.Johnson & Blaxell = [syn.  Eucalyptus debeuzevillei Maiden]
- Eucalyptus pauciflora subsp. hedraia Rule
- Eucalyptus pauciflora subsp. niphophila (Maiden & Blakely) L.A.S.Johnson & Blaxell = [syn.  Eucalyptus niphophila Maiden & Blakely]
- Eucalyptus pauciflora subsp. parvifructa Rule
- Eucalyptus pauciflora subsp. pauciflora

### Таксономия
Вид Эвкалипт малоцветковый входит в род Эвкалипт (Eucalyptus) подсемейства Myrtoideae семейства Миртовые (Myrtaceae) порядка Миртоцветные (Myrtales).
|  |                                      |  |                                                             |                                                             |                    |  | ещё 13 семейств (согласно Системе APG II) | ещё 13 семейств (согласно Системе APG II)    |                                              |  |  |  | ещё 130 родов       | ещё 130 родов              |  |  |
|  |                                      |  |                                                             |                                                             |                    |  | ещё 13 семейств (согласно Системе APG II) | ещё 13 семейств (согласно Системе APG II)    |                                              |  |  |  | ещё 130 родов       | ещё 130 родов              |  |  |
|  |                                      |  |                                                             | порядок Миртоцветные                                        |                    |  |                                           |                                              | подсемейство Myrtoideae                      |  |  |  |                     | вид Эвкалипт малоцветковый |  |  |
|  |                                      |  |                                                             | порядок Миртоцветные                                        |                    |  |                                           |                                              | подсемейство Myrtoideae                      |  |  |  |                     | вид Эвкалипт малоцветковый |  |  |
|  | отдел Цветковые, или Покрытосеменные |  |                                                             |                                                             | семейство Миртовые |  |                                           |                                              | род Эвкалипт                                 |  |  |  |                     |                            |  |  |
|  | отдел Цветковые, или Покрытосеменные |  |                                                             |                                                             |                    |  |                                           |                                              |                                              |  |  |  |                     |                            |  |  |
|  |                                      |  | ещё 44 порядка цветковых растений (согласно Системе APG II) | ещё 44 порядка цветковых растений (согласно Системе APG II) |                    |  |                                           | ещё 1 подсемейство (согласно Системе APG II) | ещё 1 подсемейство (согласно Системе APG II) |  |  |  | ещё более 700 видов |                            |  |  |
|  |                                      |  |                                                             | ещё 44 порядка цветковых растений (согласно Системе APG II) |                    |  |                                           |                                              | ещё 1 подсемейство (согласно Системе APG II) |  |  |  |                     |                            |  |  |

| |  |  |  |
| Слева направо. Молодое дерево. Ствол. Ветка со взрослыми листьями, бутонами и соцветиями. Дерево под снегом. |  |  |  |